# Niccolò Rinaldi

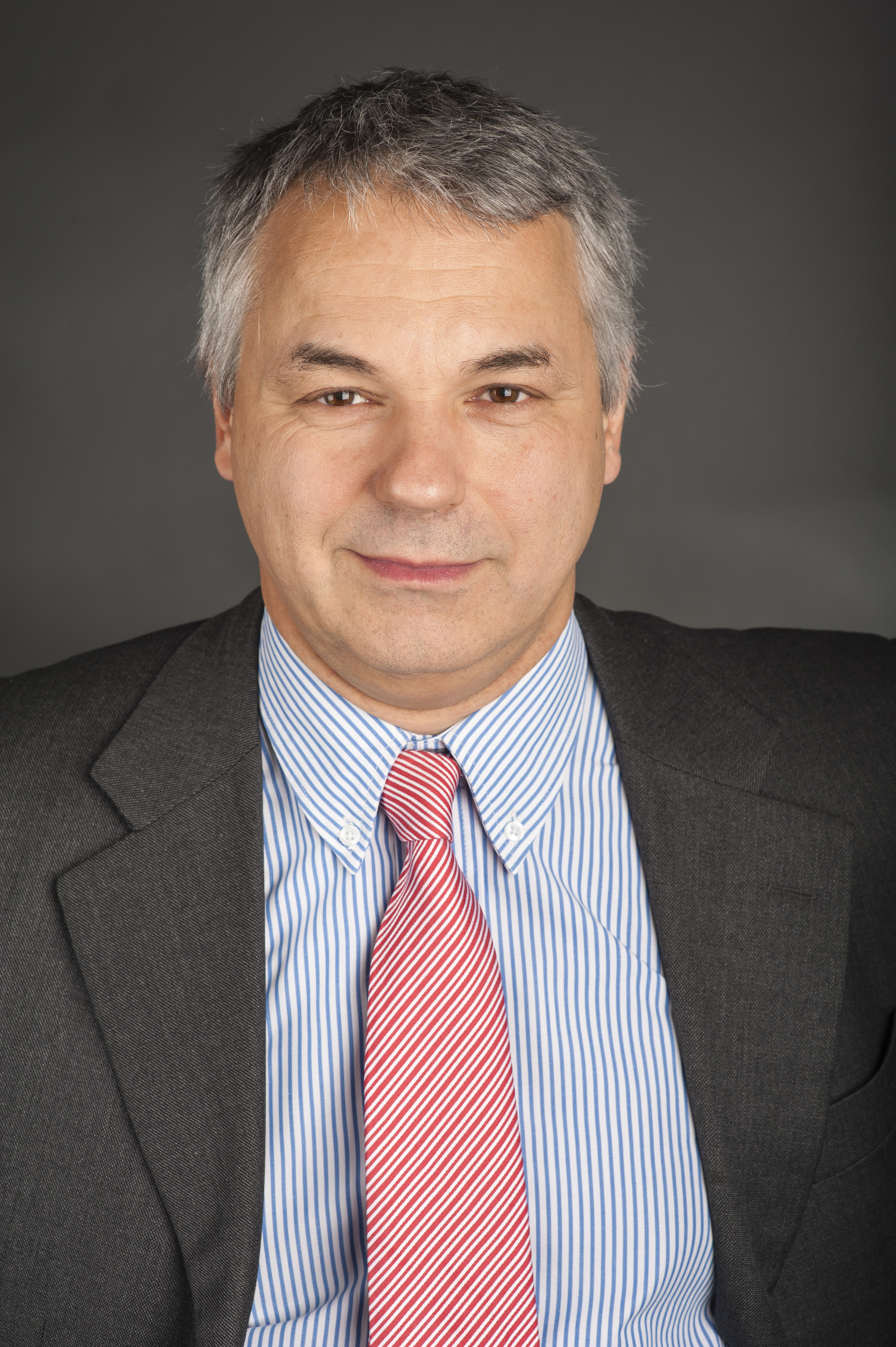
Niccolò Rinaldi 2014

Niccolò Rinaldi (* 3. Dezember 1962 in Florenz) ist ein italienischer Politiker der Partei Italia dei Valori.
2009 wurde er als unabhängiger Kandidat der Liste Italia dei Valoriè ins europäische Parlament gewählt. Er ist dort Mitglied der ALDE, wo er bis Ende 2000 das Amt eines beigeordneten Generalsekretärs bekleidete. Zurzeit amtet er als deren Vizepräsident. Er ist Delegationsführer der IdV im Europäischen Parlament.

## Publikationen (Auswahl)
Rinaldi hat eine Reihe von Büchern über aktuelle politische Probleme Europas, insbesondere Italiens, sowie des vorderen Orients, Afghanistans und Afrikas geschrieben,  von denen einzelne ins Englische, Französische und Spanische übersetzt worden sind.
- Islam, guerra e dintorni. Viaggio in Afghanistan, Torino, Ed. L'Harmattan Italia, 1997. Mit einem Vorwort von Jas Gawronski. 2001 ins Französische übersetzt und mit einem  Vorwort von Daniel Cohn-Bendit.
- Droga di Dio. Afghanistan: la società dei credenti, Napoli, ed. L´Ancora del Mediterraneo, 2002.
- Piccola anatomia di un genocidio - Auschwitz e oltre, Firenze, ed. Giuntina, 2009.
- Ricettario di cucina europea in tempo di crisi, ed. Festina Lente, 2012.
- Roma città aperta. Breve dizionario di cittadinanza, ed. Festina Lente, 2013.